# HMS Bee (1915)
Za druge ladje glejte HMS Bee.
HMS Bee je bil patruljni čoln razreda insect Kraljeve vojne mornarice.
Splovljena je bila 8. decembra 1915.
Sprva je bila namenjena za uporabo na Donavi, toda po prvi svetovni vojni je bila premeščena na kitajsko reko Jangce.
12. decembra 1937 je bil udeležena v panajski incident.
22. marca 1939 so jo prodali kot staro železo.